# Ulica Zygmunta Krasińskiego w Katowicach

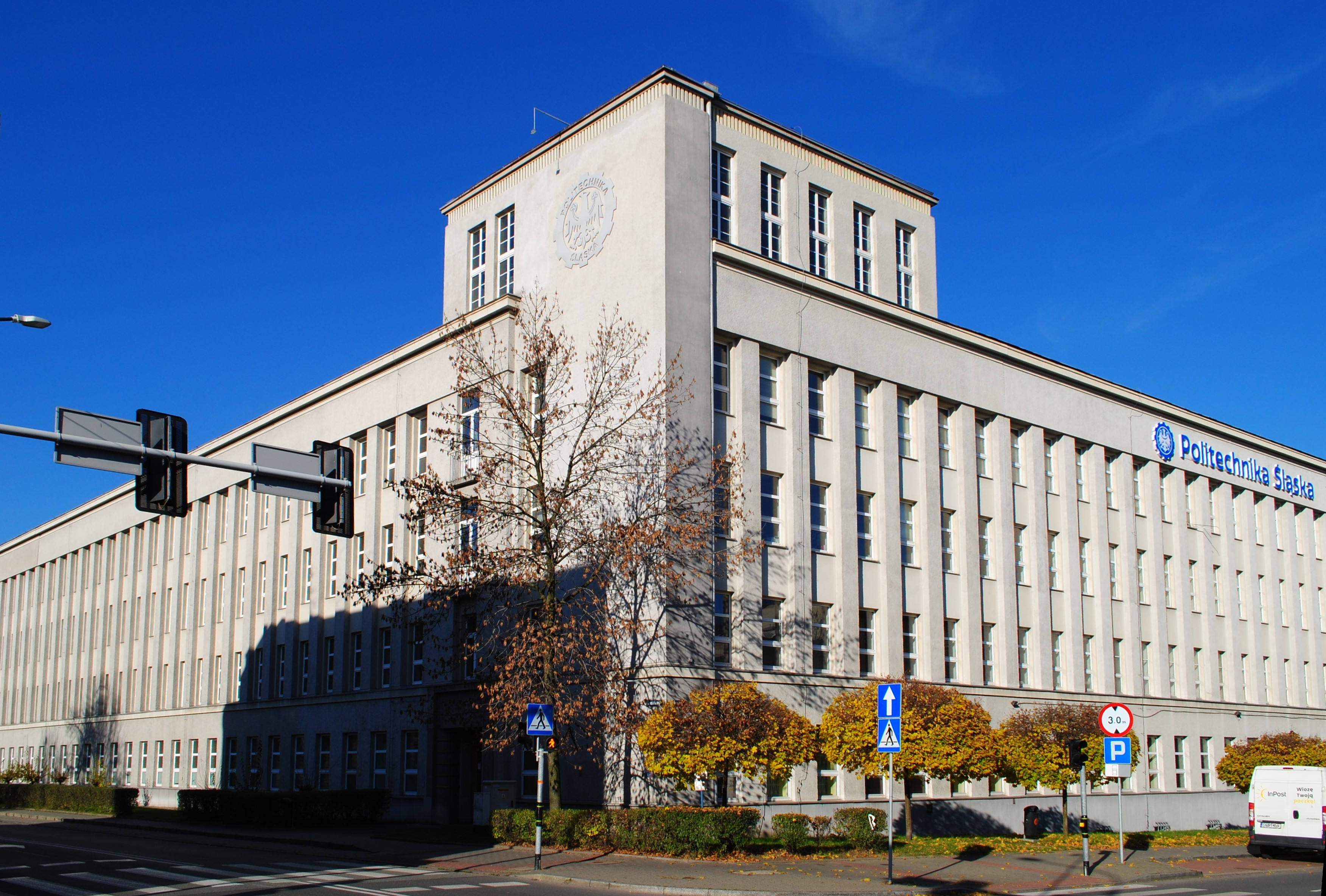
Wydział Transportu Politechniki Śląskiej przy ul. Zygmunta Krasińskiego 8

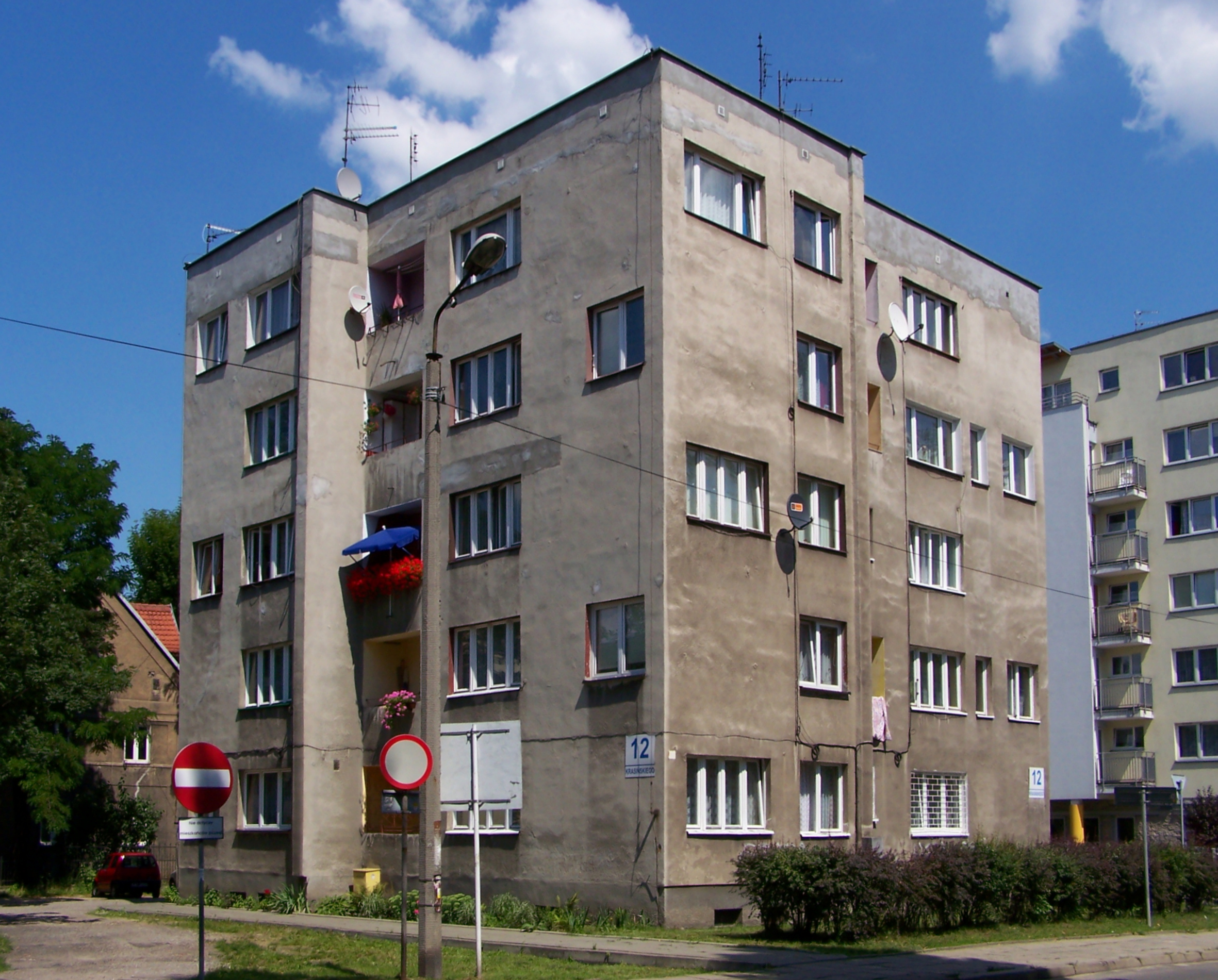
Budynek przy ul. Z. Krasińskiego 12

Ulica Zygmunta Krasińskiego w Katowicach − jedna z historycznych ulic w dwóch katowickich jednostkach pomocniczych: Osiedle Paderewskiego-Muchowiec i Śródmieście. Ulica jest przedłużeniem ulicy Wojewódzkiej.

## Przebieg
Ulica rozpoczyna swój bieg od skrzyżowania z ulicą Wojewódzką i ulicą ks. Konstantego Damrota. Następnie krzyżuje się między innymi z ul. Świętego Jacka, ul. Graniczną, ul. ks. Aleksandra Skowrońskiego. Kończy swój bieg przy ul. Ignacego Jana Paderewskiego.
Ulica biegnie równolegle do linii kolejowej Wrocław−Kraków.

## Historia
Na podstawie uchwały Rady Miasta z 29 listopada 1927 przekazano działkę przy ul. Zygmunta Krasińskiego 3 Śląskiemu Urzędowi Wojewódzkiemu pod budowę Śląskich Technicznych Zakładów Naukowych. Teren oddano szkole 9 stycznia 1928; 9 lipca 1928 na cel budowy szkoły przekazano 12 mln złotych. Budynek zaprojektowali Jadwiga Dobrzyńska i Zygmunt Łoboda. Budowa trwała w latach 1929−1930. Ustawą Śląską z 30 marca 1931 szkole nadano nazwę Śląskie Techniczne Zakłady Naukowe; 21 października 1931 budynek poświęcił biskup katowicki Stanisław Adamski. W budynku szkoły miały swoje siedziby Śląski Instytut Rzemieślniczo-Przemysłowy (lata 1927−1939) oraz Instytut Pedagogiczny (założony 28 października 1928) i Przedszkole PKO Towarzystwa „Opieka”.
W latach międzywojennych przy ul. Zygmunta Krasińskiego swoją siedzibę posiadała fabryka żarówek Polram (pod numerem 4). W latach 1924−1925 przy ulicy wybudowano cztery domy z 89 izbami mieszkalnymi.
W okresie Rzeszy Niemieckiej (do 1922) ulica nosiła nazwę Holteistraße. Taka też nazwa obowiązywała w okresie niemieckiej okupacji Polski w latach 1939−1945.
W 2004 został oddany do użytku zespół mieszkaniowo-usługowy przy ulicach Z. Krasińskiego/A. Skowrońskiego, obejmujący 166 mieszkań, należący do spółdzielni mieszkaniowej Katowickie Towarzystwo Budownictwa Społecznego Sp. z o.o. (TBS).

## Obiekty i instytucje
Przy ul. Zygmunta Krasińskiego znajdują się obiekty objęte ochroną konserwatorską:
- dawny gmach Śląskich Technicznych Zakładów Naukowych (ul. Z. Krasińskiego 3); wzniesiony w 1934 według projektu Jadwigi Dobrzyńskiej i Zygmunta Łobody[14]; obecnie należy do Politechniki Śląskiej;
- kościół i klasztor sióstr Maryi Niepokalanej (ul. Z. Krasińskiego 21, róg z ul. Graniczną)[15];
- budynki Politechniki Śląskiej (ul. Z. Krasińskiego 8b, 13)[15];
- zaplecza Politechniki Śląskiej (ul. Z. Krasińskiego 8, ul. Graniczna 12)[15];
- domy kilkurodzinne (ul. Z. Krasińskiego 7, 9, 11)[15].

Przy ul. Zygmunta Krasińskiego swoją siedzibę mają: Uczelnia Metropolitalna w Katowicach (pod numerem 2), Zakon Sióstr Maryi Niepokalanej (ul. Z. Krasińskiego 21), przedsiębiorstwa handlowo-usługowe, Centrala Handlu Przemysłu Muzycznego, poradnia stomatologiczna, Europejska Formacja Bezpieczeństwa Gospodarczego, stowarzyszenie Wspólnota Polska (oddział górnośląski), Agencja Rezerw Materiałowych (oddział terenowy nr 1), Dom Studenta Akademii Muzycznej im. K. Szymanowskiego, Katowickie Towarzystwo Budownictwa Społecznego (ul. Z. Krasińskiego 14), biura rachunkowe, Wydział Inżynierii Materiałowej i Metalurgii, Wydział Transportu oraz Wydział Organizacji i Zarządzania Politechniki Śląskiej, Polskie Centrum Czystszej Produkcji, oddział Polskiej Akademii Nauk, Śląska Wyższa Szkoła Zarządzania im. gen. Jerzego Ziętka oraz Zakład Doskonalenia Zawodowego.